# Metoda VCI
Metoda VCI – metoda zabezpieczenia metali przed korozją za pomocą lotnych inhibitorów korozji (VCI, ang. Vapor/Volatile Corrosion Inhibitor).
Metoda VCI polega na powolnym odparowywaniu inhibitora z papieru lub folii, w którą zapakowany jest metalowy przedmiot i zapobieganiu korodowaniu jego powierzchni. Inhibitor tworzy na powierzchni warstwę o grubości od 4 do 5 cząsteczek, a następnie pary inhibitora wypełniają wolną przestrzeń pomiędzy ośrodkiem emitujący inhibitor a chronioną powierzchnią. Cząsteczki inhibitora są emitowane z powierzchni papieru lub folii aż do jego wyczerpania. Tak zabezpieczona część może być przechowywana nawet do 24 miesięcy.
Metoda ta rozwiązuje wiele problemów ochrony przed korozją tam, gdzie nie jest możliwe zastosowanie tradycyjnych sposobów. Wykorzystywana jest w przemyśle metalowym, hutniczym, lotniczym, wojskowym oraz w elektronice. Zaletą tej metody jest to, że powierzchnia poddawana ochronie jest czysta, sucha i gotowa do użycia w każdym momencie, bez konieczności dodatkowych operacji usuwania środka.